# 3rd Generation Partnership Project 2
L’association 3GPP2 (de l’anglais « 3rd Generation Partnership Project 2 ») est issue d'un accord de collaboration établi en décembre 1998, entre ARIB (la société japonaise radio-industrielle et des entreprises), CCSA (Chine), TIA (en) (l'association industrielle des télécommunications - Amérique du Nord) et TTA (ko) (Corée du Sud).
L'objectif du 3GPP2 était de définir et de maintenir une des familles de spécifications pour les systèmes globaux de téléphonie mobile de troisième génération (3G) compatibles avec le projet IMT-2000 de l’UIT. Dans la pratique, 3GPP2 est le groupe de standardisation pour les normes CDMA 2000 et CDMA EVDO : l’ensemble des normes 3G basées sur la technologie issue du standard 2G américain CDMA.
À noter que le 3GPP2 est différent et concurrent du 3GPP, lequel spécifie les standards pour d'autres technologies de téléphonie mobile connues sous les noms de W-CDMA (UMTS) et LTE et 5G.